# Кораблино
Кораблино е град в Русия, административен център на Кораблински район, Рязанска област. Населението на града към 1 януари 2018 година е 11 220 души. Градът е разположен близо 89 километра южно от град Рязан.

## История
Селището е основано през 1676 година, през 1965 година получава статут на град.